# Oszillierer

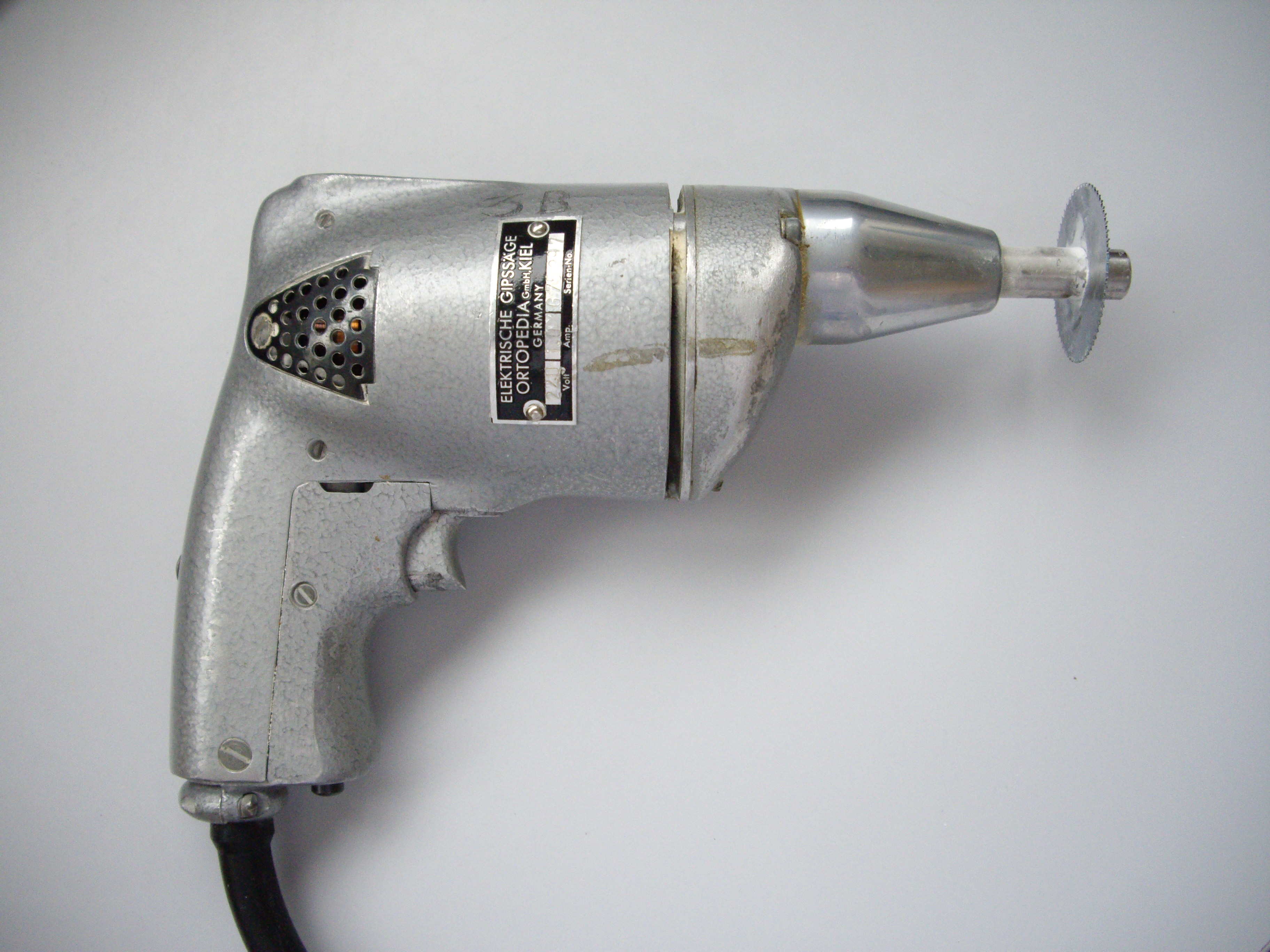
Elektrische Gipssäge
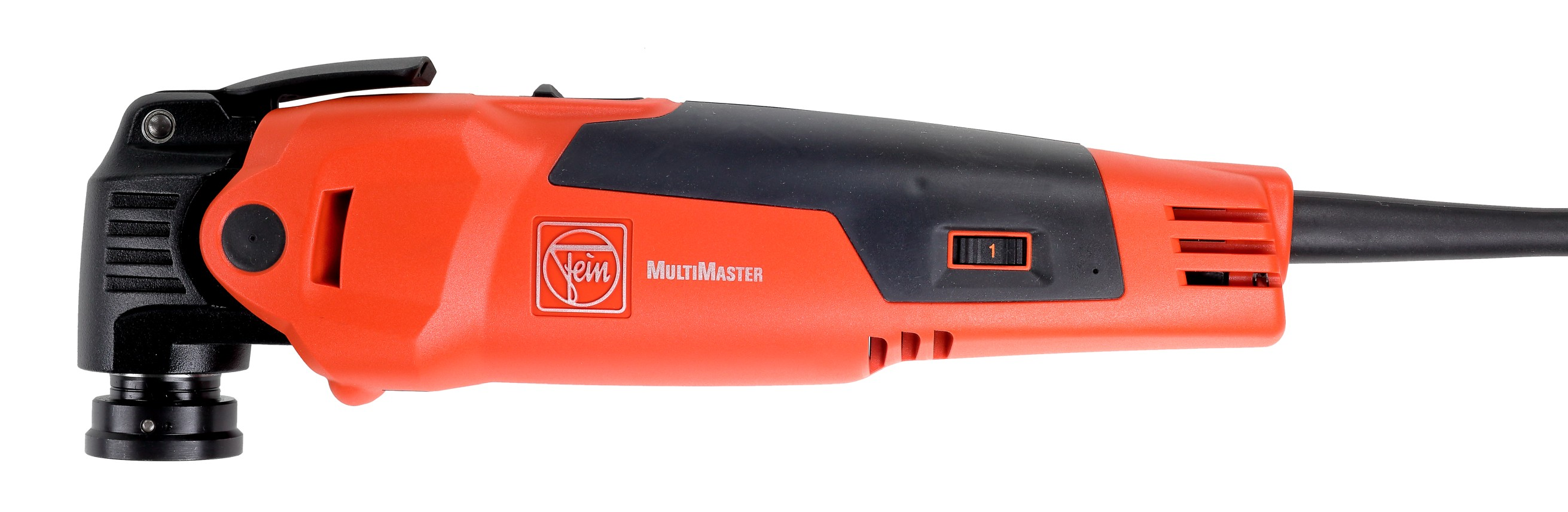
Oszillierer für Netzbetrieb
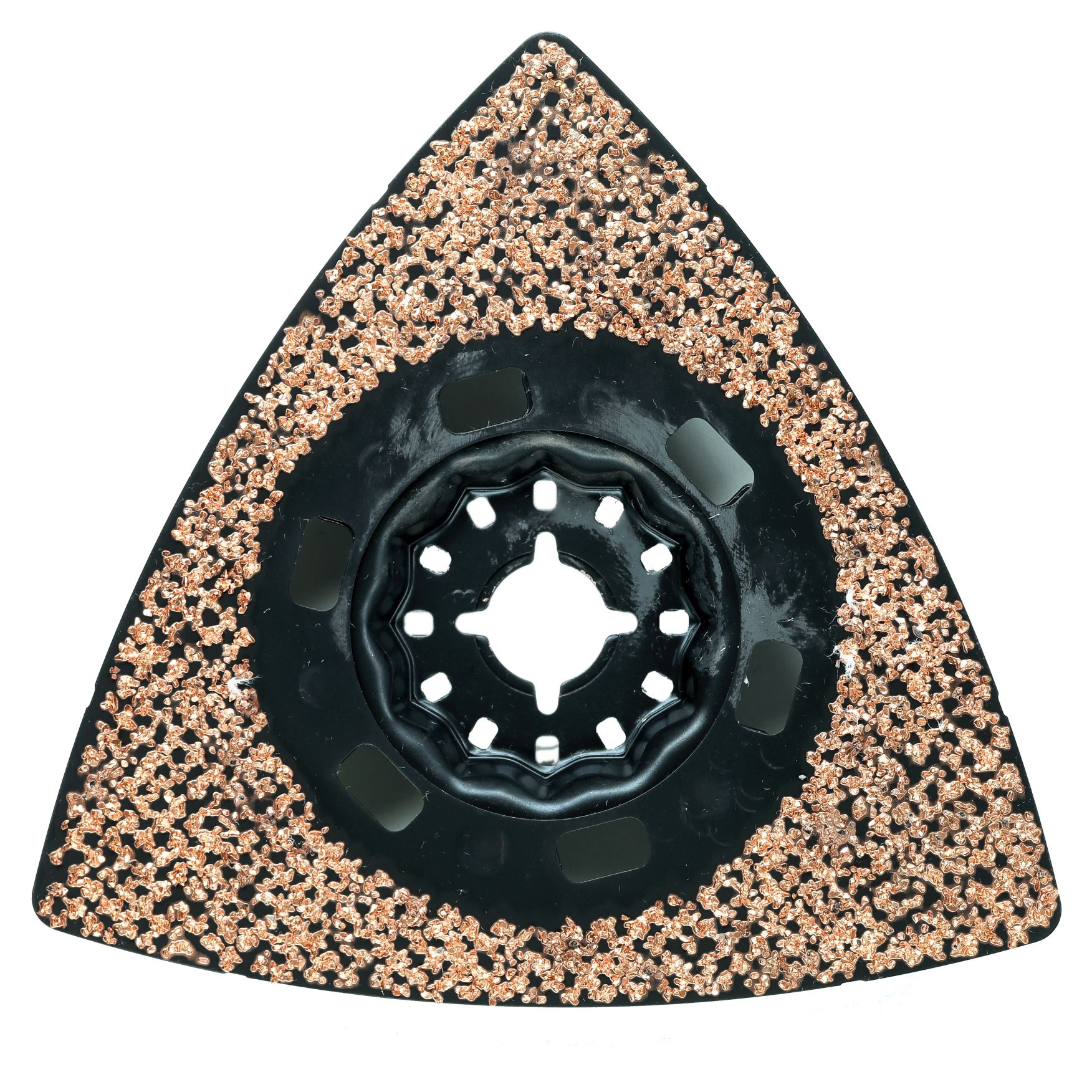
Schleifwerkzeug, abrasive Seite, Starlock-Anschluss
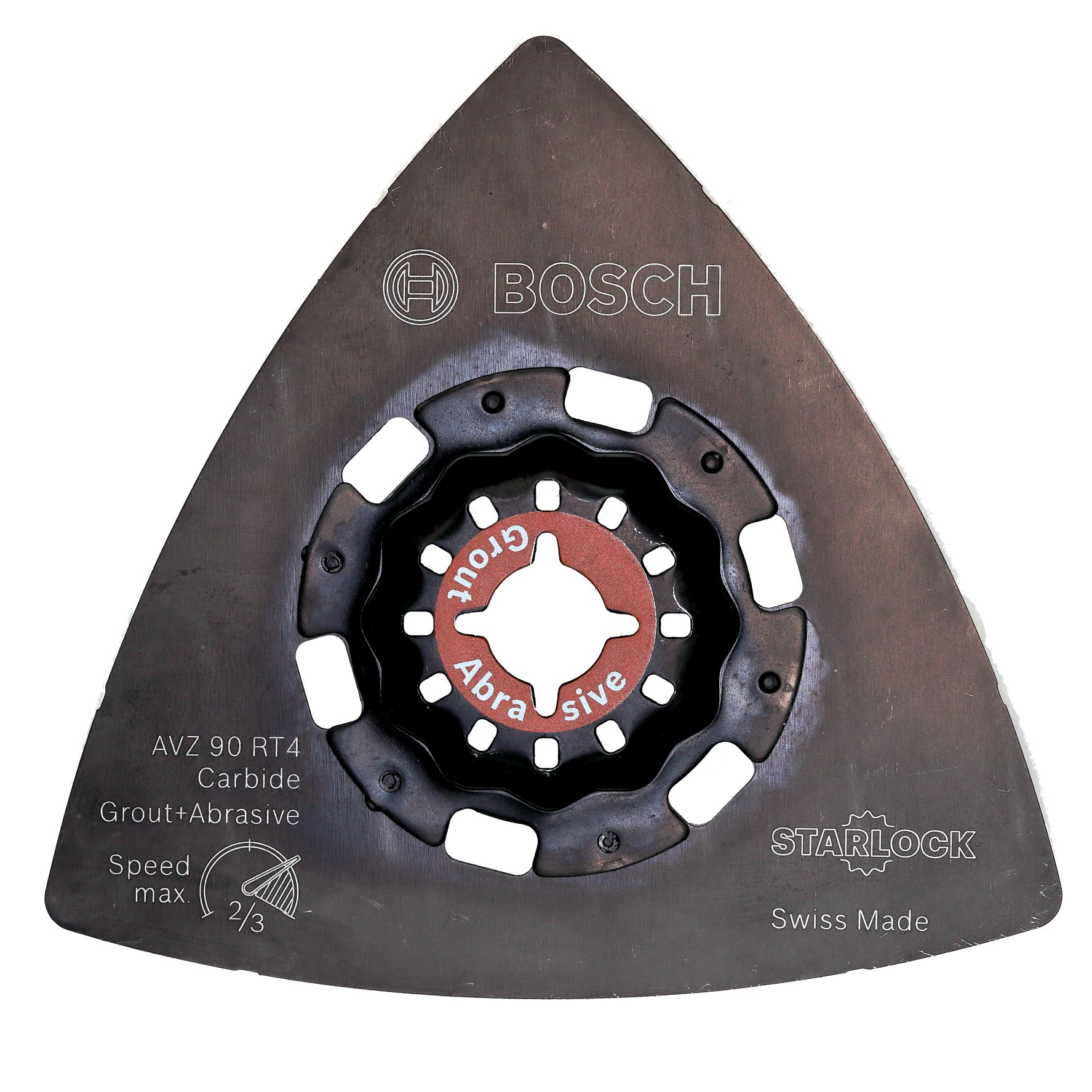
Schleifwerkzeug, Rückseite
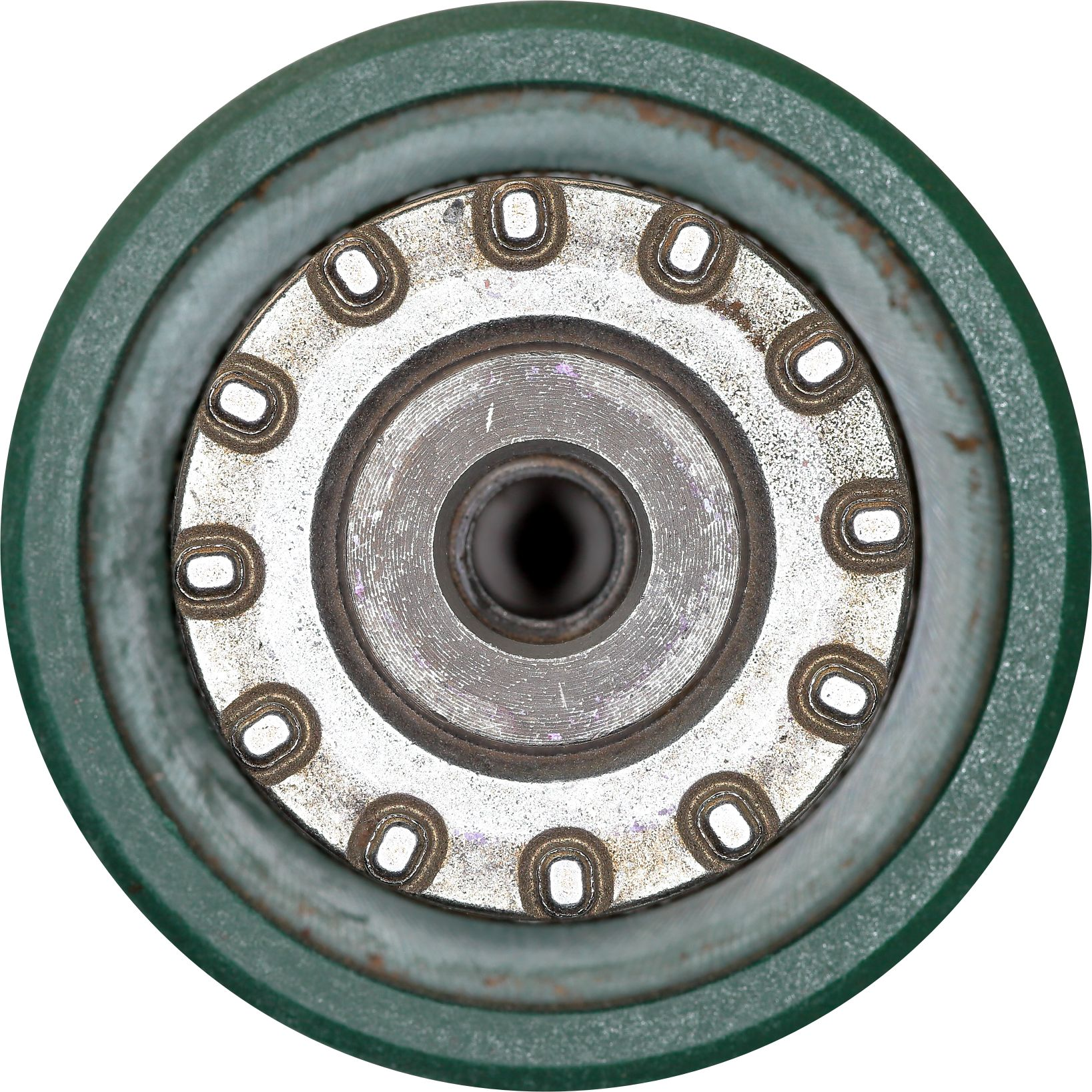
OIS-Anschluss, bereit um  Werkzeug aufzulegen. Grüner Teil gehört nicht zur Werkzeugaufnahme.
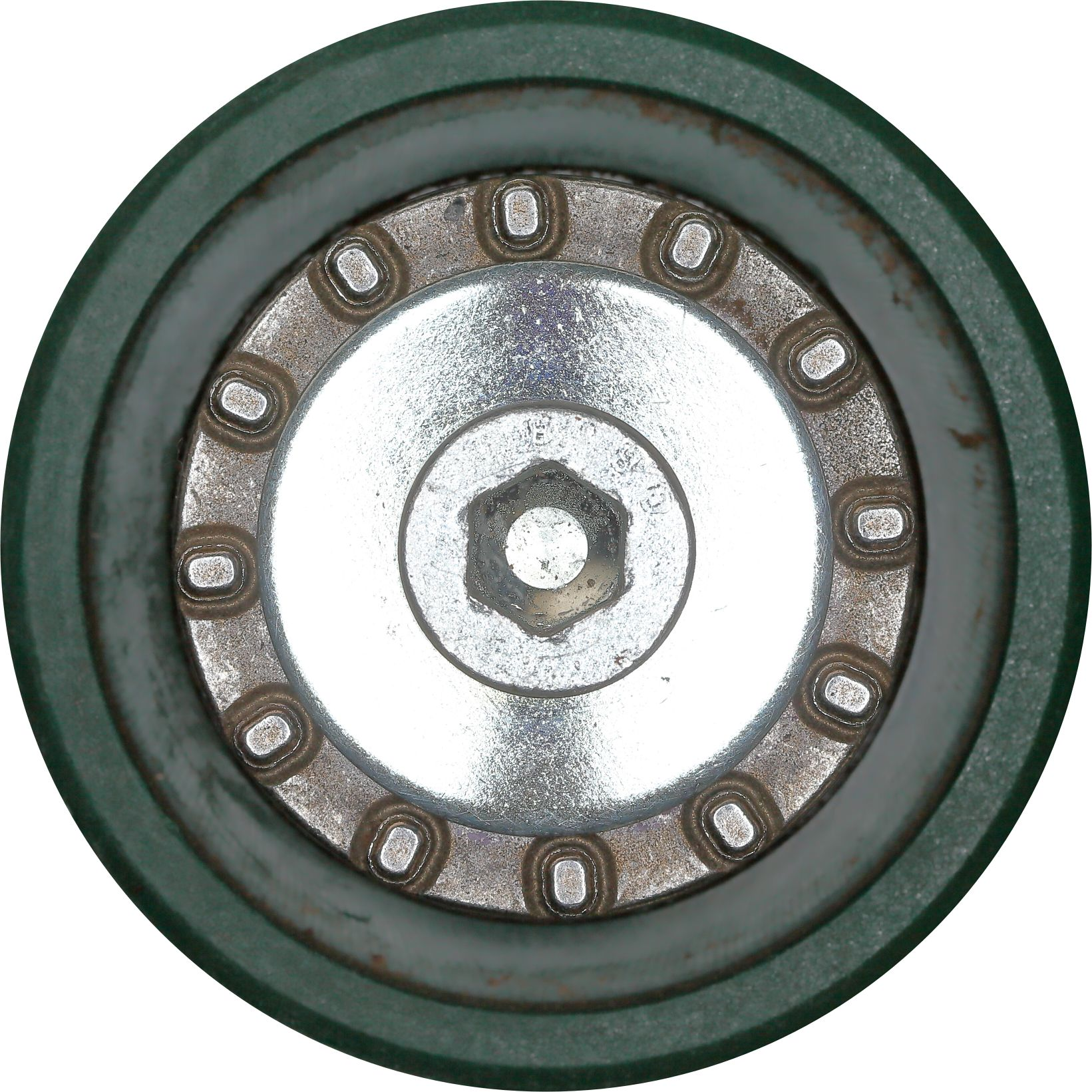
Scheibe und Schraube klemmen das Werkzeug am OIS-Anschluss ein.
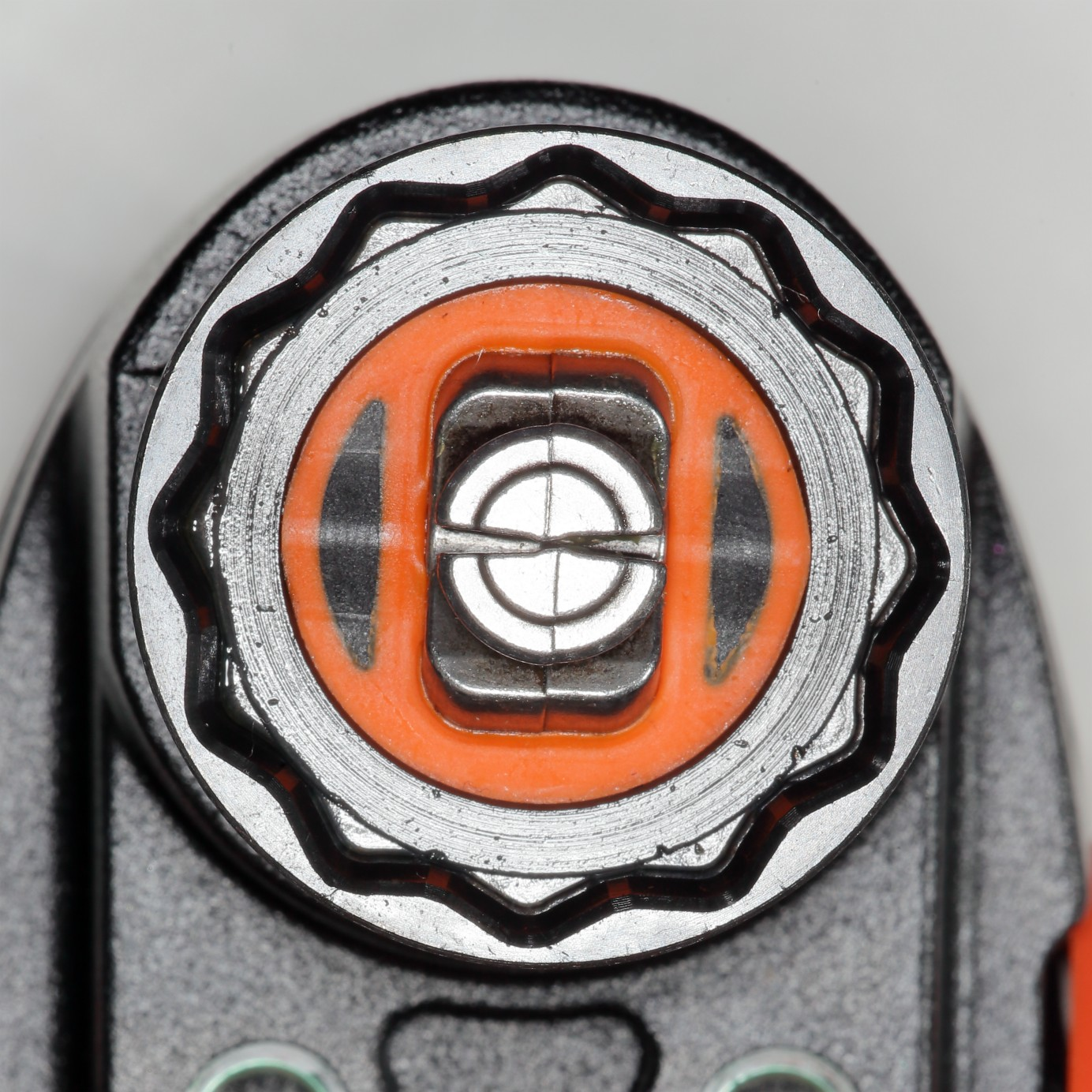
Maschine mit StarlockPlus-Anschluss (frontal)
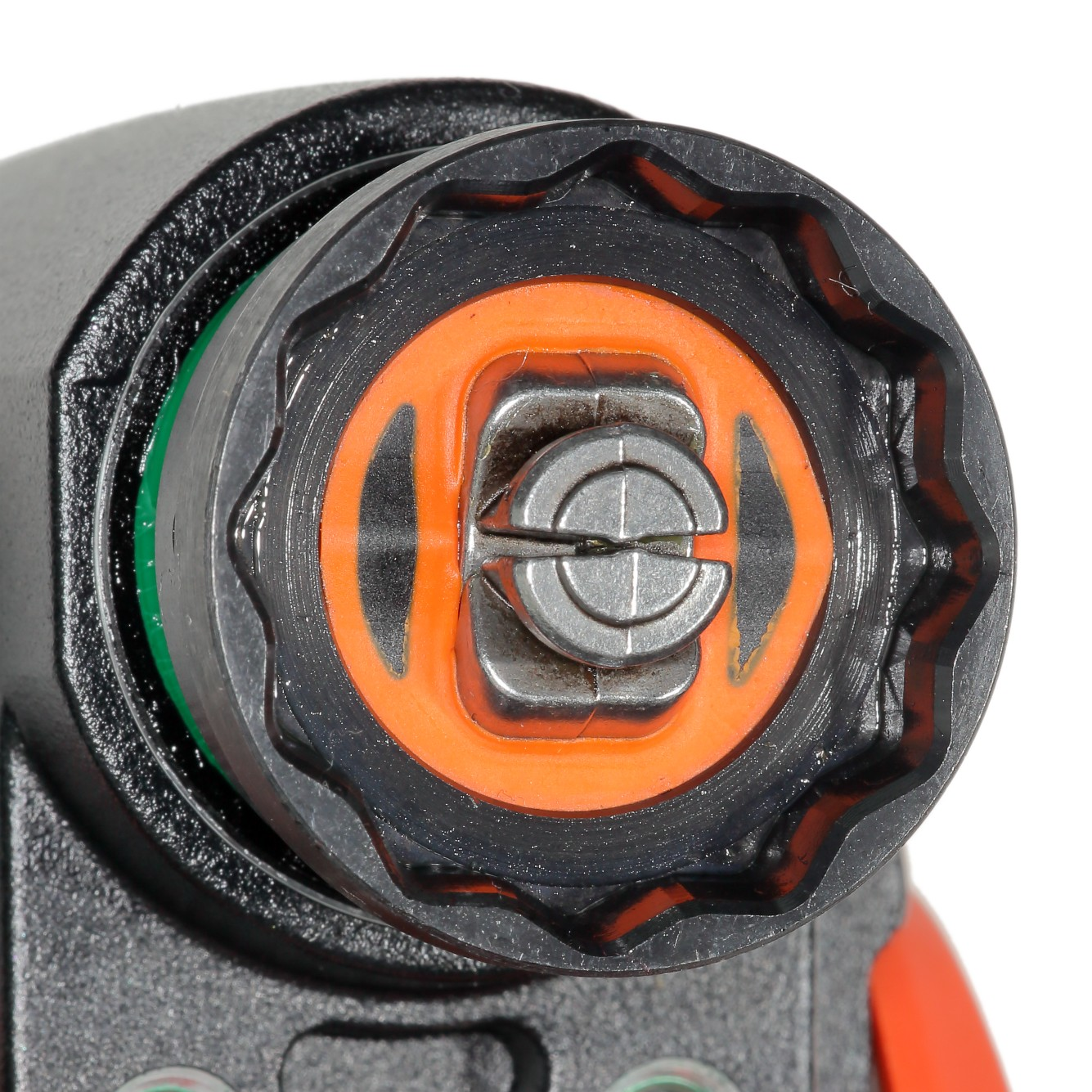
StarlockPlus-Anschluss (seitlich gesehen)
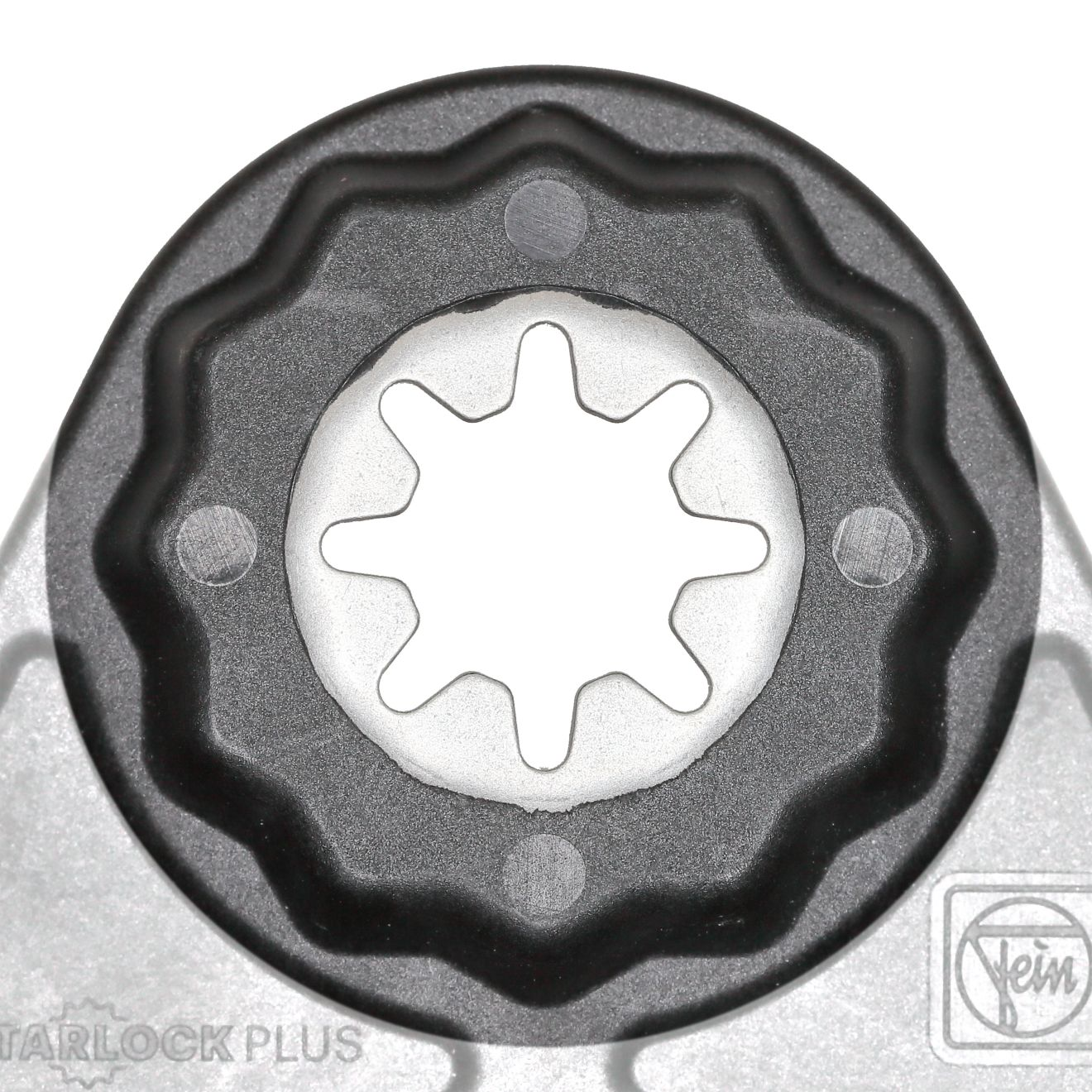
Werkzeug mit Starlock-Anschluss

Oszillierer sind unter die Oberbegriffe der Multitools bzw. Multicutter einzuordnende, handgeführte Werkzeugmaschinen, die im Bereich Schleifen, Schaben, Schneiden und Trennen eingesetzt werden. Wegen der unterschiedlichen Aufgaben, die sie übernehmen können, werden sie auch als Multitools bezeichnet.

## Geschichte
Die ersten Oszillierer stellte das schwäbische Unternehmen Fein 1967 in Form einer Handkreissäge mit oszillierendem Sägeblatt für die Medizintechnik vor, um damit Gipsverbände abzunehmen. Durch die Oszillation des Werkzeuges wird der spröde Gips leicht aufgetrennt, eine Berührung der Haut des Patienten, die unter dem Gips unsichtbar ist, bleibt jedoch ohne Folgen. Darüber hinaus lassen sich während einer Operation Knochen trennen, ohne das umliegende Gewebe zu schädigen.
Später wurde die Technik weiterentwickelt, um beispielsweise verklebte Autoglasscheiben zu entfernen („ausglasen“), Rohre, Holz und Metall zu trennen oder zu schleifen.

## Technik
Im Gegensatz zu rotierenden Werkzeugen wie etwa Handkreissägen wird das Werkzeug im Oszillierer mit hoher Frequenz um kleine Winkel vor- und zurückgedreht.
Typische Amplituden liegen zwischen ± 1,4° und ± 2° bei Schwingfrequenzen zwischen 5.000/min und 20.000/min. Bei vielen Maschinen lässt sich die Schwingfrequenz an der Maschine in einem weiten Bereich einstellen.
Maschinen werden mit elektrischem (Stromnetz oder Akkupack) oder pneumatischem (Druckluft) Antrieb angeboten.

## Eigenschaften
Oszillierer wirken gut auf harten, spröden Werkstoffen, aber nur schlecht auf elastischen, weichen und zähen Oberflächen. Andererseits ist das   Verletzungsrisiko gering, insbesondere die Gefahr abgetrennter Gliedmaßen.
Abgetragenes Material bleibt auf dem Werkstück, so dass eine Absaugung erforderlich ist oder eine entsprechend geneigte Arbeitsposition, damit die Schwerkraft den Materialabtrag entfernt. Andererseits wird abgetragenes Material nicht herumgeschleudert (Augenschutz, Verschmutzung) und Hilfsmittel (beispielsweise Polierpaste) bleibt länger zwischen Werkstück und Werkzeug.
Vorteile, insbesondere im Gegensatz zu Maschinen mit rotierenden Werkzeugen:
- Drallfrei: Das Werkzeug verläuft auf dem Werkstück nicht. Insbesondere wenn es in einer Ecke oder Kante die Wand berührt oder bei Einschnitten in geschlossene Flächen wird die Maschine nicht durch die Rotation des Werkzeugs weggezogen.
- Werkzeuge müssen nicht scheiben- oder kreisförmig sein, sondern sie können aus einem schmalen Segment bestehen, dadurch
  - sind schmale oder spitze Werkzeuge möglich, die auch in engen Ecken, Kanten und Schlitzen verwendet werden können.
  - ist eine Schutzhaube um das Werkzeug herum oft nicht erforderlich. Das reduziert ebenfalls den Platzbedarf an engen Bearbeitungsstellen.
- Maschinen sind durch die Werkzeuge für mehrere unterschiedliche Anwendungen geeignet, die sonst Spezialmaschinen vorbehalten sind.
- In der Regel geringere Leistungsaufnahme im Vergleich zu rotierenden Werkzeugen, vorteilhaft für Akkubetrieb.

Nachteile:
- Teilweise ist die Arbeitsleistung gegenüber Spezialmaschinen geringer.
- Dauerhafte Vibrationen, die sich auf die führende Hand übertragen und eine zeitliche Begrenzung der Arbeitszeit erfordern.
- Die Funktionsflächen der Werkzeuge werden durch das oszillieren um einen Punkt unterschiedlich stark abgenutzt, vor allem am Rand ist der Verschleiß höher, so setzt sich Schleifpapier zum Rand hin stärker zu. Im Gegensatz dazu führt beispielsweise die Bewegung eines Exzenterschleifers zu einem gleichmäßigeren Verschleiß des Schleifpapiers.

## Werkzeugaufnahmen
Für die Verbindungsstelle zwischen Maschine und Werkzeug (Werkzeugaufnahme) gibt es verschiedene Formen und Befestigungsarten.

### OIS
Die OIS-Aufnahme (Oscillating Interface System) wird von vielen Herstellern für Oszillierer verwendet bzw. Hersteller von Maschinen und von Werkzeugen verwenden ein System, mit dem das Werkzeug auch auf eine OIS-Maschine montiert werden kann. OIS besteht maschinenseitig aus einer ebenen Kreisfläche mit 12 rechteckigen, im Kreis angeordneten Erhebungen, die in den Lochkranz des Werkzeugs eingreifen.
Die Anordnung ist rotationssymmetrisch, so dass das Werkzeug in Winkelschritten von 30° zur Maschinenachse gedreht eingesetzt werden kann.
Zur Kraftübertragung zwischen Maschine und Werkzeug wird bei OIS eine Zentralschraube eingesetzt, die durch ihre Längskraft auf der ebenen Auflagefläche eine reibschlüssige Verbindung herstellt. Die Erhebungen dienen dabei als zusätzliche Verdrehsicherung. Die Zentralschraube wird entweder mit einem Innensechskant eingedreht oder mit einer Schnellspannvorrichtung fixiert.

### Starlock
Als Nachfolger von OIS wurden von Bosch und Fein ab 2016 unter den Namen Starlock (Abkürzung in Produktbeschreibungen: SL),
StarlockPlus (SLP) und
StarlockMax (SLM)
neue Schnittellen zwischen Maschine und Werkzeug eingeführt.
Alle Starlock-Aufnahmetypen besitzen eine Vertiefung in Sternform mit 12 Strahlen, die einen Formschluss zwischen Werkzeug und Maschine herstellt.
Die Starlock-Varianten sind so aufgebaut, dass eine Maschine mit einem StarlockMax-Anschluss auch Werkzeuge mit Starlock und StarlockPlus nutzen kann, Maschinen mit StarlockPlus-Anschluss auch Starlock-Werkzeuge. Die Kraftübertragung erfolgt bei Starlock über einen äußeren Ring, die zentrale Öffnung dient dem Festhalten und der Selektion nach Maschinentyp. Die Entwickler begründen dies damit, dass StarlockMax-Werkzeuge für höhere Leistungen ausgelegt sind und StarlockPlus-Maschinen überlasten könnten. Sinngemäß trifft dies für Starlock-Plus-Werkzeuge zu, die deshalb nicht in Starlock-Maschinen eingesetzt werden können.
| Werkzeug →              | Werkzeug → | OIS | SL | SLP | SLM |
| ----------------------- | ---------- | --- | -- | --- | --- |
| Adapter an der Maschine | OIS        | +   | +  | ‒   | ‒   |
| Adapter an der Maschine | SL         | ‒   | +  | ‒   | ‒   |
| Adapter an der Maschine | SLP        | ‒   | +  | +   | ‒   |
| Adapter an der Maschine | SLM        | ‒   | +  | +   | +   |

### Kompatibilität Starlock und OIS
OIS-Maschinen können Starlock-Werkzeuge verwenden, weil diese noch einen Lochkranz zur Rückwärtskompatibilität besitzen. StarlockPlus und StarlockMax lassen sich mit OIS-Maschinen nicht mehr verwenden, da hier der Lochkranz fehlt.
OIS-Werkzeuge lassen sich nicht mit Maschinen verbinden, die eine Aufnahme der Starlock-Typen haben, weil sie in den Stern nicht eintauchen können.